# Lars Sparre (1590–1644)
Lars Sparre av Rossvik, född i januari 1590 på Stora Sundby slott i Södermanland, död 18 december 1644 i Stockholm, var en svensk lantmarskalk, landshövding och riksråd.

## Biografi
Sparre var son till lagmannen och ståthållaren över Västmanland och Dalarna Erik Sparre och grevinnan Ebba Brahe, sonson till marsken Lars Siggesson (Sparre) och dotterson till Per Brahe d.ä..
Han var gift med Märta Banér (1593–1638) från 1617 till hennes död 1638 och med Catharina Bååt (1620–1698) från 1641 till sin död. Far till Erik, Svante, Gustaf, Ebba, Carl och Peder Sparre.   
Riksrådet Lars Sparre är begravd i Ytterjärna kyrka i Södermanland, där hans huvudbaner finns. I kyrkan finns även huvudbaner för medlem av den friherrliga ätten Sparre.
Sparre var postillon d'amour  mellan kärleksparet Gustav II Adolf och sin kusin Ebba Brahe och medföljde den förre till mötet med Kristian IV i Halmstad 1619. Han var lantmarskalk vid riksdagarna 1633–40 och ståthållare från 1628.

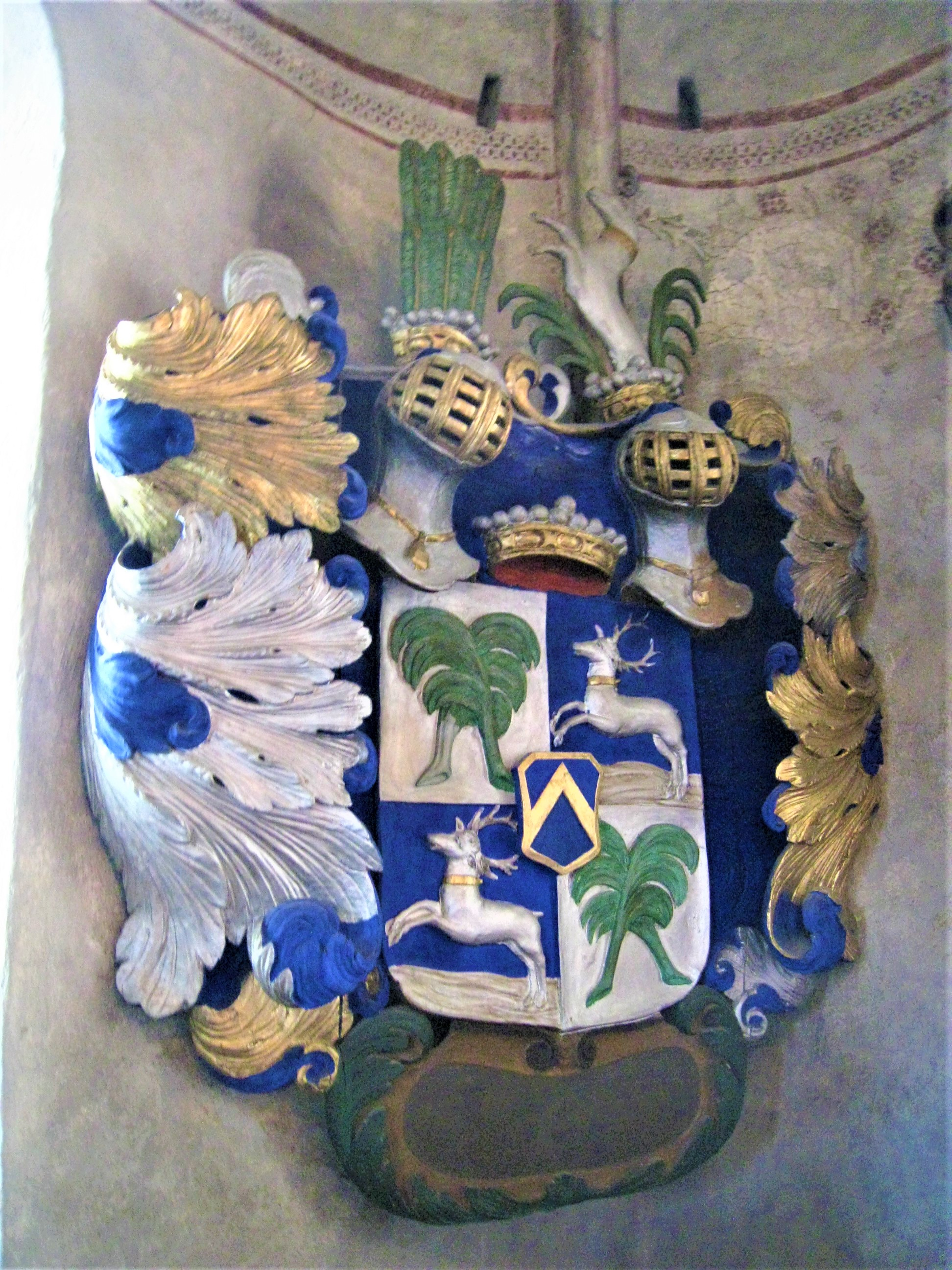
Huvudbaner för Lars Sparre i Ytterjärna kyrka.

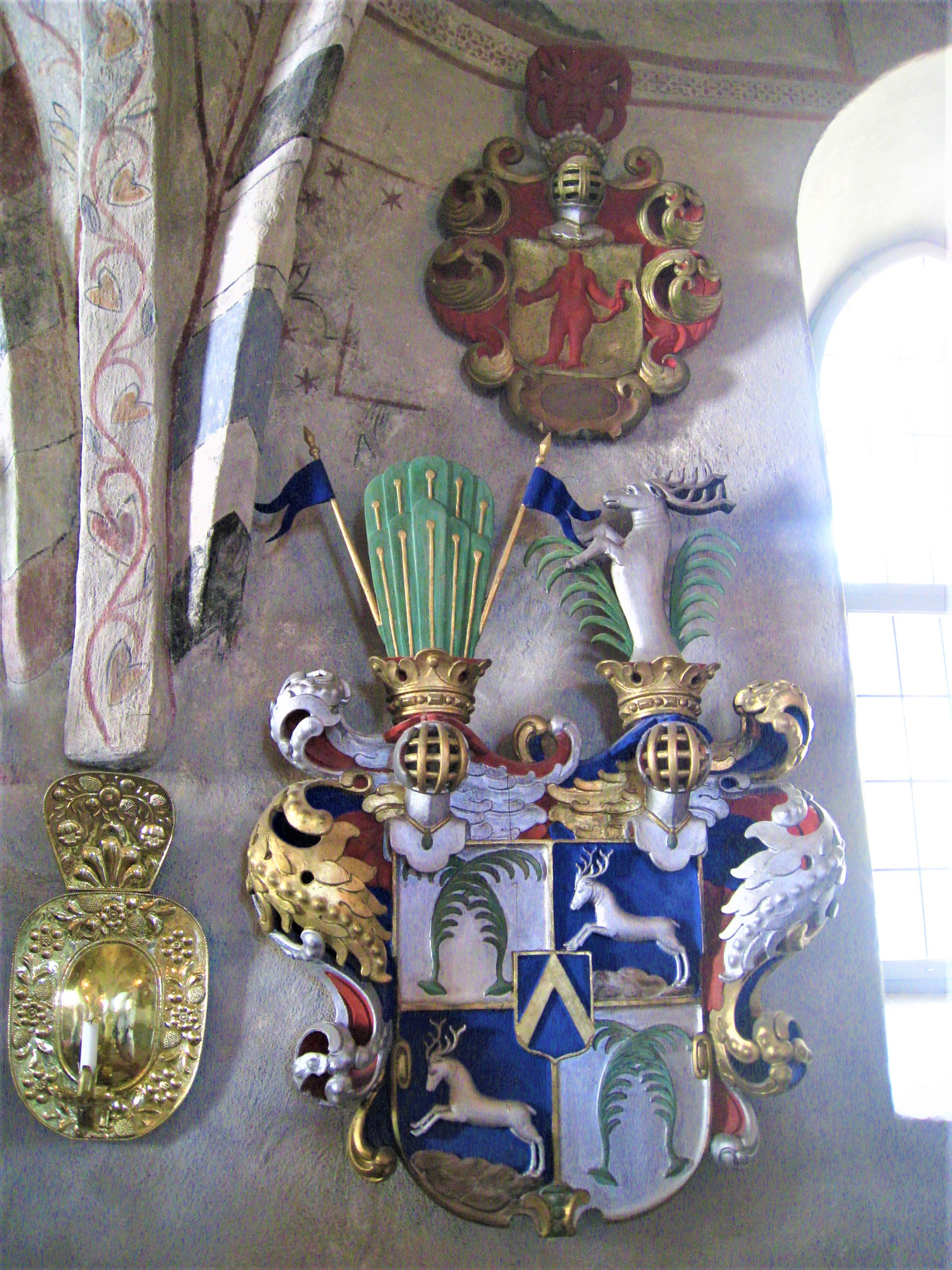
Huvudbaner för medlem av den friherrliga ätten Sparre i Ytterjärna kyrka.

Han innehade Ängsholms slott från 1619, Wrangelska palatset i Stockholm, Dåderö i Ytterjärna socken som han kom i besittning av genom sitt äktenskap med Märta Banér, samt Hökerum i Södra Vings socken.
Både Lars Sparres far, Erik, och hans hustru Märta Banérs far, Gustav Banér, hade blivit halshuggna i Linköpings blodbad den 20 mars 1600 och därmed blivit faderlösa. Det var hertig Karl som lät halshugga deras fäder, som var riksråd. Familjernas egendomar drogs också in till kronan.
Dåderön bestod av fyra gårdar, däribland Engsholm med Borghaga. Genom arv hade gårdarna i början av 1500-talet kommit att tillhöra släkten Banér. År 1613 lämnades gårdarna tillbaka till Gustav Banérs änka Kristina Sture. Hon lät då inrätta gårdarna under ett säteri. Hennes dotter Märta Banér och Lars Sparre ärvde år 1609 Dåderö sätesgård. Tre år efter Lars Sparres död, 1647, upphöjde drottning Kristina samtliga levande bröstarvingar till den i Linköping avrättade Erik Sparre i friherrligt stånd. Den nya friherrliga ätten Sparre fick då även en så kallad vapenförbättring. Man kan se detta på huvudbanerens hjälmprydnader och kronor. Dåderögårdarna fanns kvar i Sparresläkten till 1692, då de vid Karl XI:s reduktion åter drogs in till kronan. Hela egendomen anslogs därefter med sätesfrihet till boställe åt översten vid adelsfanan. Lars Sparres äldste son, Erik  Sparre (1618–1673) gravsattes i en stor praktkista i koppar med brännförgyllda dekorationer, bland annat sexton anvapen efter anfäder på mödernet och fädernet. Kistan gravsattes i Ytterjärna kyrka någon gång efter att begravningsakten skett år 1674 i Riddarholmskyrkan. Idag finns anvapen på mödernet, Märta Banér, uppsatta på orgelläktaren. Anvapen på fädernet, Lars Sparre, finns i Dåderökapellet.
Han blev, som ovan nämnts, postumt, och tillsammans med sina fyra bröder Johan, Peder, Ture och Carl Sparre upphöjd till friherre 1647.

## Befattningar
- 1615      Hovjunkare hos Gustav II Adolf
- 1622      Hovmästare hos drottning Maria Eleonora
- 1627–1632 Ståthållare över Jönköpings slott och fästningsverk och dess slottslän
- 1633–1634 Ståthållare över Linköpings slott
- 1633–1640 Lantmarskalk
- 1634–1640 Ståthållare över Stockholms och Uppsala län
- 1640      Vice president vid Svea hovrätt
- 1641      Riksråd